# Víctor Contreras Ruiz
Víctor Manuel Contreras Ruíz (Tultepec, Estado de México, 29 de septiembre de 1980) es un organista, clavecinista, director de orquesta y profesor de música mexicano.

## Trayectoria
Víctor Contreras es originario de Tultepec, Estado de México.
Realizó sus estudios de órgano con Éric Lebrun, en el Conservatorio de Saint-Maur-des-Fossés en París, donde realizó también estudios de clavecín con Élisabeth Joyé y Richard Siegel.
A su retorno a México, estudia dirección de orquesta con Sergio Cárdenas y con Fernando Lozano Rodríguez.
Ha ofrecido también conciertos tanto en México como en diferentes partes del mundo.
Fundó con el auspicio del Instituto Nacional de Bellas Artes y Literatura.
el Festival Internacional de Órgano de la Ciudad de México, así como el Festival de Órgano de Santa Prisca, en Taxco, y el Festival de Órgano del Santuario Guadalupano de Zamora. 
Se ha encargado arduamente de impulsar y asesorar la restauración y conservación de varios órganos históricos de México y del Estado de México.
Ha participado tanto en conciertos como impartiendo clases magistrales en diversos festivales entre ellos el Festival Internacional de Órgano Antiguo ¨Guillermo Pinto Reyes¨ en Guanajuato, en el Festival Internacional de Órgano y Música Antigua en Oaxaca y en el Festival Internacional de Órgano de Morelia ¨Alfonso Vega Nuñez¨.

Ha sido director huésped de la Orquesta Sinfónica 5 de mayo de Puebla, de la Orquesta Sinfónica de la Facultad de Música de la UNAM, de la Orquesta Sinfónica de Tlaxcala y de la Orquesta Sinfónica de la Universidad del Estado de Hidalgo.
Actualmente realiza el proyecto ¨Epístolas Sonoras¨, que consiste en tres discos de música mexicana barroca, del siglo XX y contemporánea, con el auspicio del Fondo Nacional para la Cultura y las Artes, en la categoría de Intérpretes con trayectoria.
Realizó la primera grabación mundial en Italia con el auspicio del FONCA del recién descubierto ¨Cuaderno de Tonos de Maitines de Sor María Clara del Santisimo Sacramento¨ así como también realizó conciertos en vivo con las mismas obras en Radio UNAM.
Es organista titular del órgano histórico del Templo de San Francisco de Asís, en Coacalco de Berriozabal.

### Docencia.
Ha impartido clases magistrales de órgano en el Conservatorio de Saint-Maur-des-Fossés en París, en el Conservatorio Nacional de Música (México), en la Facultad de Música de la UNAM, entre otros.
Creó el Colegio de Música de Tultepec del cual también es director, institución privada con el fin de lograr el desarrollo integral de sus alumnos mediante el arte.
Actualmente es profesor de la Cátedra de órgano, clavecín y es director y fundador de la orquesta y coro barrocos en el Conservatorio Nacional de Música (México).
También es profesor de órgano en la Escuela Superior de Música del INBA.
Se considera que de su cátedra han egresado los organistas mexicanos con más relevancia internacional al igual se considera que su grupo de estudiantes actuales en las escuelas es el más grande en la República Mexicana.